# Târnova (Arad)
Târnova è un comune della Romania di 6 270 abitanti, ubicato nel distretto di Arad, nella regione storica della Transilvania.
Il comune è formato dall'unione di 6 villaggi: Agrișu Mare, Arăneag, Chier, Drauț, Dud, Târnova.
L'economia di Târnova è prevalentemente agricola ed il comune è noto soprattutto per la coltivazione della frutta.